# Malouetia mildbraedii
Malouetia mildbraedii là một loài thực vật có hoa trong họ La bố ma. Loài này được (Gilg & Stapf) J.Ploeg mô tả khoa học đầu tiên năm 1984.